# Stadion Centralny w Hisarze
Stadion Centralny – wielofunkcyjny stadion w Hisarze, w Tadżykistanie, oddany do użytku 27 października 2015.
Na obiekcie rozegrano finał Pucharu AFC w sezonie 2017 (4 listopada 2017: Al-Quwa Al-Jawiya – Istiklol Duszanbe 1:0), odbywały się na nim mecze Superpucharu Tadżykistanu w latach 2017 i 2018, grywała na nim także reprezentacja Tadżykistanu.